# Erika Ervin
Erika Elizabeth Ervin (Turlock, 23 de fevereiro de 1979) é uma modelo e atriz americana. Em 2011, ela foi coroada a "Modelo Profissional Mais Alta" pelo Guinness World Records. Ela é mais conhecida por interpretar Amazon Eve em American Horror Story: Freak Show e Punho em American Horror Story: Apocalypse.

## Filmografia

### Cinema
| Ano  | Título                           | Personagem   | Notas          |
| ---- | -------------------------------- | ------------ | -------------- |
| 2017 | Whitney's Wedding                |              | Curta-metragem |
| 2017 | Falling South                    | Eve          | Curta-metragem |
| 2018 | Chimera Strain                   | Dita Gruze   |                |
| 2018 | Dead Squad: Temple of the Undead | Rainha Zumbi |                |

### Televisão
| Ano       | Título                            | Personagem              | Notas                                |
| --------- | --------------------------------- | ----------------------- | ------------------------------------ |
| 2013      | Hemlock Grove                     | Shelley Godfrey (corpo) | 5 episódios                          |
| 2013      | Family Tools                      | Cliente alta            | Episódio: "Pilot"                    |
| 2014-2015 | American Horror Story: Freak Show | Amazon Eve              | 13 episódios                         |
| 2018      | Agents of S.H.I.E.L.D.            | Lady Karaba             | Episódio: "Fun & Games"              |
| 2018      | American Horror Story: Apocalypse | Punho                   | 3 episódios                          |
| 2019      | Smothered                         | Dra. Joelle Jerrard     | Episódio: "Your Inner Child Is Dead" |